# صدر الدين شرف الدين
صدرالدين بن عبد الحسين بن يوسف شرف الدين (1912 - 1969) شاعر وصحفي ومربي عراقي - لبناني. هو نجل السيد عبد الحسين شرف الدين. ولد في النجف وأقام في بغداد وأصدر فيها جريدة السّاعة، فأبعد من العراق، فأرتحل إلى لبنان وأصدر مجلة النَّهج في مدينة صور وتوقّفت. من مؤلفاته حليف مخزوم وزيارة الأربعين وسحابة بور تسموث وفي قطار الزمن ومحنة العراق وديوان شعر. وله عمار بن ياسر وهاشم وأميّة.

## ولادته ونشأته
- ولد في العام 1912 في مدينة صور، هو ابن السيد عبد الحسين شرف الدين.[4]
- هاجر إلى النجف عام 1923 مع أخيه محمد رضا شرف الدين وتلقّى علومه في حوزتها.
- ترك الدراسة الحوزوية وعمل في التعليم الثانوي في العراق بعدما نال الجنسية العراقية.
- ترك التدريس واهتم بالشأن العام منذ العام 1945 ميلادي.
- في العام 1950 ميلادي تم إسقاط الجنسية العراقية عنه بتهمة معارضة النظام الملكي.
- أصدر جريدة «الساعة»، وبعد رحيله عن العراق أصدر في لبنان مجلة «الألواح»، ثم مجلة «النهج».
- أسس مع نجله مدرسة النجاح الأهلية.

## مؤلفاته
له عدد من المؤلفات منها:
1. حليف مخزوم
2. هاشم وأميّة
3. زيارة الأربعين
4. خلافة النبي
5. كلمة في المولد والهجرة
6. سحابة بورتسموث
7. صورة العراق الحاضرة
8. كلمة ومناسبة
9. كان في اليمامة
10. أيام في القاهرة
11. محنة العراق
12. التابعي خرج على الثورة
13. أصدر جريدة الساعة: اليومية السياسية في بغداد
14. أصدر مجلة «الألواح» الشهرية الأديبة في بيروت
15. أصدر مجلة «النهج» الشهرية الأدبية

## وفاته
توفي في العام 1970 في بيروت وأقيمت ذكرى أربعينيته مشتركة مع ذكرى أسبوع وفاة شقيقه محمد رضا شرف الدين.

## وصلات خارجية
- ترجمة صدرالدين شرف الدين في معجم البابطين
- هاشم وأميّة في الجاهلية - صدر الدين شرف الدين